# Halladahosahalli, Nagamangala
Halladahosahalli là một làng thuộc tehsil Nagamangala, huyện Mandya, bang Karnataka, Ấn Độ.